# Hornbrook (Californie)
Hornbrook est une census-designated place du comté de Siskiyou, dans l'État de Californie, aux États-Unis,. En 2020, elle compte une population de 266 habitants.